# Laphria unicolor
Laphria unicolor là một loài ruồi trong họ Asilidae. Laphria unicolor được Williston miêu tả năm 1883. Loài này phân bố ở vùng Tân Bắc giới.